# Sistema Brasileiro de Televisão
Систе́ма Бразиле́йру ди Телевиза́у (известная под аббревиатурой SBT) — бразильская португалоязычная коммерческая телевизионная сеть, основанная 19 августа 1981 года бизнесменом и шоуменом Сильвио Сантосом.

## История возникновения
В 1970-х годах конкурс был открыт для каналов 9 из Сан-Паулу и Рио-де-Жанейро, представленных Excelsior и Continental TV. 14 мая 1976 года началась трансляция TVS Rio, предшественника SBT.
В 1980 году Сильвио Сантос, отвечая на критику, что он "король законсервированных программ" из-за содержания программ, транслируемых из-за рубежа через TVS, заявил в интервью: "Говорят, что я использую только консервы, но никто не удосужился сравнить мое еженедельное программирование с программами других телевизионных станций. Когда я подал заявку на участие в конкурсе, я продемонстрировал правительству, что мои производственные студии на Виа Анхангуэра (с более чем 30 тысячами квадратных метров построенной площади), моя студия звукозаписи в Карандиру, моя команда Record и моя студия в Рио вместе занимались 76 часами живой, еженедельной постановки. Для сравнения, Globo производил 72 часа (тогда), а Bandeirantes 56 часов. Таким образом, утверждение "Сильвио делает только консервированные программы" абсолютно неверно".
Первая официальная трансляция SBT на частотах бывшего TV Tupi состоялась 19 августа 1981 года в 9:30 утра, во время церемонии подписания контракта в Бразилиа. В аудитории Министерства связи Бразилии собралась команда репортеров: Умберто Мескита, Магдалена Бонфильоли, Альмир Гимарайнш и Зилдете Монтиель под руководством Арлиндо Сильва, директора департамента.
В 1985 году началась война с Globo. Сильвио Сантос в своей программе предупредил зрителей: "Вскоре после романа Globo вы сможете посмотреть сенсационный фильм: "Раненые птицы". Вам не нужно прерывать просмотр романа. Сначала посмотрите мыльную оперу, а затем фильм". В ответ Globo удлинил программы Jornal Nacional и сериал Roque Santeiro. В это время SBT показывал мультфильмы, ожидая окончания сериала, и прервал их, чтобы показать "Раненые птицы", который был разбит на пять эпизодов. В результате в Сан-Паулу SBT собрал 47% аудитории, тогда как у Globo было 27%.
В августе 2014 года, в честь дня рождения SBT, был представлен новый логотип. В новом дизайне яркость и объем 3D уступили место 2D-композиции, где несколько цветных эллипсов символизируют маневренность, современность и непрерывную эволюцию канала. По словам Фернандо Пелего, директора по художественному планированию SBT, новый логотип является развитием предыдущего. В 2014 финансовом году SBT впервые в своей истории достиг дохода более 1 миллиарда долларов США.

## Популярные телепередачи
- Noticentro, 1981-1988
- SBT Brasil, 2005-настоящее время
- Sábado Animado, 1995-настоящее время
- Programa Silvio Santos, 1973-настоящее время
- SBT Notícias, 2016-настоящее время